# Metro d'Abidjan

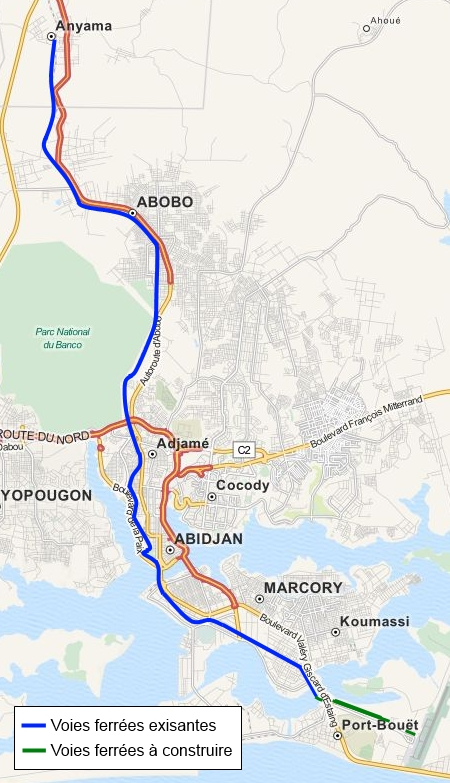
Mapa de les línies del metro.

El metro d’Abidjan és una xarxa de trànsit ràpid de 37,5 km que donarà servei a la capital econòmica ivoriana d'Abidjan, la construcció del qual va començar el novembre del 2017, amb l’inici del servei de passatgers previst el 2022 –2023. Inicialment planejat per comprendre una línia única amb 13 estacions, realitzat per Bouyges-Dongsan, un consorci franco-coreà, el projecte s'ha ampliat des de llavors a un única línia nord -sud amb 20 estacions, finançada al 100% per França i construïda únicament per tres grups francesos (Bouygues, a través de les seves filials Bouygues Travaux Publics i Colas Rail, Alstom i Keolis) després de la retirada dels socis sud-coreans del consorci l'octubre de 2017 .
Construït principalment com a ferrocarril terrestre i elevat per evitar túnels més costosos, els seus trens automatitzats amb un conductor present a la cabina podran circular a una velocitat màxima de 80 km / h (50 milles / hora) i una freqüència màxima de 100 segons. S'espera que la línia 1 del metro d'Abidjan transporti 500.000 passatgers al dia (180 milions a l'any). La construcció de la línia 1 costarà 920 milions de francs CFA (1.400 milions d’euros; 1.700 milions de dòlars EUA), finançats íntegrament per França a través del Tresor francès i l’ Agència francesa de desenvolupament.
El 2018, el govern ivorià planejava una segona línia del metro d’Abidjan, una línia est-oest que hauria d’anar des de Yopougon fins a Bingerville.

## Estacions

### Línia 1
- Anyama Centre (Anyama és un suburbi del nord d'Abidjan)
- Anyama Sud
- Abobo Nord
- Abobo Intermédiaire
- Abobo Centre
- Abobo Banco
- Abobo Université
- Gare Internationale
- Adjamé Agban
- Adjamé Délégation
- Centre de planell (el districte empresarial central d'Abidjan)
- Planell Lagune
- Treichville
- Treichville Hôpital
- Marcory Canal
- Marcory Centre
- VGE (el bulevard anomenat després de president francès Valéry Giscard d'Estaing)
- Akwaba
- Portuari-Bouët (un suburbi del sud d'Abidjan)
- Aérocité (A Félix Houphouët-Boigny Aeroport Internacional)

Les estacions Anyama Center, Akwaba, Port-Bouët i Aérocité haurien d’obrir-se a mitjan 2023. La resta d’estacions haurien d’obrir-se a mitjan 2022.